# Chiesa di Sant'Ildefonso (Milano)
La chiesa di Sant'Ildefondo è una chiesa parrocchiale di Milano, situata nel Municipio 8. Il suo oratorio ospita un cinema ed una società polisportiva dilettantistica: l'ASD Aurora Milano.

## Storia
Dedicata a Sant'Ildefonso di Toledo, la chiesa commemora la figura del cardinale Ildefonso Schuster, arcivescovo di Milano dal 1929 al 1954. La sua costruzione fu voluta dalla Curia milanese e dal suo successore, Giovanni Battista Montini, futuro papa Paolo VI, nell'ambito del piano "Ventidue chiese per ventidue concili", promosso nel 1961 per celebrare il Concilio Vaticano II e dotare le periferie milanesi di nuovi complessi religiosi, destinati a diventare centri di aggregazione per le comunità locali. Progettata dall'architetto Carlo De Carli, la chiesa venne edificata tra il 1953 e il 1956, rientrando così tra le prime realizzazioni del piano. De Carli è anche autore della chiesa di San Gerolamo Emiliani in via Don Giovanni Calabria, costruita a partire dal 1952 per il quartiere di Cimiano e completata nel 1964 con i fondi del Comitato Nuove Chiese. In occasione della consacrazione di Sant'Ildefonso, Montini sottolineò il valore artistico e spirituale dell'opera, definendola "un monumento di preghiera, una nuova espressione d’arte che cerca di raggiungere e manifestare il mondo dello spirito". Nel tempo, l'edificio ha subito alcune modifiche, tra cui l'aggiunta di un atrio coperto e di due rampe d'accesso sul fronte principale, che hanno alterato l'originaria scalinata d’ingresso.

## Caratteristiche
La chiesa di Sant'Ildefonso presenta una planimetria poligonale che rielabora il modello tradizionale della pianta centrale a partire da un esagono irregolare, con l'altare maggiore collocato al centro. La facciata convessa, di aspetto sobrio, non lascia intuire la complessità spaziale interna, caratterizzata dalla sovrapposizione di cinque ordini di pilastri circolari raccordati da travi ad anello esagonale, che definiscono il ciborio sovrastante l'altare. Questo elemento strutturale, concepito come nuda ossatura architettonica, rappresenta la principale fonte di illuminazione naturale della chiesa grazie alla lanterna vetrata che ne chiude la sommità. L’organizzazione dello spazio interno è articolata su più livelli, con tre piani percorribili collegati a balconate aeree lungo il perimetro, destinate a funzioni liturgiche e manutentive. L’illuminazione si sviluppa su tre ordini: la fascia basamentale, quasi completamente priva di aperture salvo alcune vetrate colorate sopra i portali d’ingresso; una fascia intermedia con piccole finestre quadrate dai vetri pastello; e una fascia superiore continua di finestre a nastro, posta immediatamente sotto la copertura. Il soffitto è strutturato con travi a raggiera, un motivo che si ripete anche nel pavimento, dove linee di pietra bianca scandiscono la pavimentazione in legno. Le canne dell'organo si trovano sull'asse occidentale dell'altare. La struttura in cemento armato è lasciata a vista sia all’interno che all’esterno, mentre le chiusure verticali sono realizzate in mattoni sabbiati. La copertura si compone di un sistema di falde a inclinazione variabile, rivestite in tegole a canale e dotate di pluviali e gocciolatoi in rame.

## L'oratorio
L'oratorio della chiesa di Sant'Ildefonso rappresenta un importante centro di aggregazione per la comunità locale, offrendo numerose attività ricreative, sportive e culturali. L'area dell'oratorio si sviluppa attorno alla chiesa e comprende due edifici in mattoni simmetrici, destinati a ospitare sale per la preghiera, una mensa, servizi igienici e i dormitori del parroco e del clero. Al di sotto della chiesa si trova uno spazio polivalente utilizzato come mensa e comprende anche una ludoteca e una piccola biblioteca.
All'interno del complesso è presente il Cinema Orizzonte, una sala cinematografica dotata di palco e bar, destinata a proiezioni e rappresentazioni teatrali. L'oratorio ospita inoltre l'ASD Aurora Milano, società polisportiva dilettantistica attiva nelle discipline di calcio, pallacanestro e pallavolo, con squadre maschili e femminili di diverse fasce d'età. Le sezioni di basket e pallavolo si allenano e disputano le proprie partite all'interno della tensostruttura detta "Palaurora", che dispone di un campo regolamentare per entrambe le discipline, una fila di spalti e un campo da tennis indoor. Le squadre di calcio, invece, utilizzano un campo in erba sintetica illuminato, adatto al gioco a sette. Completano le strutture sportive un campo da basket all'aperto in cemento e un edificio polivalente che funge da bar e spazio ricreativo, con servizi igienici e spogliatoi integrati.
L'oratorio dispone anche di un'area giochi per bambini, attrezzata con scivoli, altalene, dondoli e casette, oltre a una pista per le biglie e uno spazio barbecue destinato ad attività ricreative all'aperto.